# Beetroot AB
Beetroot AB (читається: бітрут ей бі) — шведсько-українська ІТ-компанія, що створює команди розробників та вебдизайнерів для роботи на міжнародному ринку.
Компанія налічує понад 300 співробітників та працює з 90 клієнтами з понад 10 країн світу: зі Швеції, Сполучених Штатів Америки, Великої Британії, Ізраїлю, Фінляндії, Норвегії, Швейцарії, Естонії, Австралії, ОАЕ, Бельгії, Китаю та Нідерландів.
Beetroot AB має офіси: в Києві, Одесі, Полтаві, Івано-Франківську, Харкові та Стокгольмі.

## Клієнти і діяльність
Beetroot AB працює із 90-ма міжнародними компаніями, з них 42 компанії мають виділену команду в українських офісах Beetroot AB. Майже 80 % клієнтів розташовані у Швеції, але також представлені компанії з інших країн світу.
До клієнтів Beetroot AB, зокрема, належать: OVPN, Car.info, berkshire direct.
Основна діяльність компанії — створення розподілених команд. Beetroot AB займається розробкою програмного забезпечення, контент-менеджментом, розробкою WordPress-сайтів, веб- та UX-дизайном.

## Історія
Beetroot AB було започатковано в 2012 році двома підприємцями — Андреасом Флодстромом та Густавом Хенманом. Компанія була заснована як частина дипломного проєкту Андреаса Флодстрома, що він готував його для Технічного університету Чалмерса. Перший офіс з'явився в Одесі.
У 2013 році відкрито офіси в Києві та Полтаві.
У 2014 році за підтримки уряду Швеції була заснована Beetroot Academy. Перші курси з'явились у Полтаві. Наразі (осінь 2019-го) академія має філії в 13 містах України.
У 2017 році з'явилось постійне представництво компанії в Стокгольмі.
У 2018 році відкрито офіси в Івано-Франківську та Харкові.

## Соціальне підприємництво та освітні ініціативи
У 2014 році засновники Beetroot AB Андреас Флодстром та Густав Хенман створили Beetroot Academy. Це неприбутковий навчальний заклад, що спеціалізується на навчанні веброзробки та вебдизайну. Метою школи є розвиток середнього класу в Україні. Кошти, що сплачуються за курси, рахуються як благодійні внески та витрачаються на розвиток академії та створення нових курсів. Beetroot Academy функціонує на засадах соціального підприємництва.
Компанія Beetroot AB дотримується принципів «бірюзової» організації, а саме: спрямовує свою діяльність на створення позитивних змін в суспільстві, зменшує традиційну ієрархію та створює культуру прозорих та відкритих комунікацій.

## Нагороди та відзнаки
У 2018 році засновник Beetroot AB Андреас Флодстром, здобув нагороду «Підприємець року» в Альмедалені, Швеція.
Також компанія Beetroot отримала нагороду від міжнародної організації WorldBlu за створення культури, що заснована на принципах свободи й увійшла у список найдемократичніших роботодавців світу поряд з такими компаніями як Zappos, General Electrics Aviation, Glassdoor тощо.

## Джерело-посилання
- Вебсайт компанії [Архівовано 14 серпня 2020 у Wayback Machine.] (англ.)